# A Xan
A Xan is een xã in het district Tây Giang, een van de districten in de Vietnamese provincie Quảng Nam. A Xan heeft ruim 1600 inwoners op een oppervlakte van 79 km².

## Geografie en topografie
A Xan ligt in het zuidwesten van Tây Giang tegen de grens met de provincie Sekong in de Democratische Volksrepubliek Laos. In het zuiden grenst A Xan aan de huyện Nam Giang. De aangrenzende xã is La Êê. De aangrenzende xã's in Tây Giang zijn Ch'ơm, Ga Ri en Tr'Hy.